# هوغو ريز
هوغو «هيرلي» ريس (بالإنجليزية: Hugo "Hurley" Reyes)‏ هو أحد شخصيات المسلسل الأمريكية لوست. يقوم بلعب دوره الممثل الأمريكي-لاتيني جورج كارسيا

## الشخصية
هورلي، فاز باليانصيب في العالم الحقيقي ثم توالت المصائب على من حوله حتى سقوط الطائرة ليكتشف أن للجزيرة علاقة بالأرقام التي ربح بها اليانصيب.